# Franz Ludwig von Maubuisson
Franz Ludwig Freiherr von Maubuisson (* 11. April 1765 in Neustadt an der Haardt; † 21. Oktober 1836 in Worms) war ein hessischer Gutsbesitzer, Politiker und Abgeordneter der 2. Kammer der Landstände des Großherzogtums Hessen.
Franz Ludwig von Maubuisson war der Sohn des kurpfälzischen Geheimrates Ludwig Hannibal Freiherr von Maubuisson (* 1739) und dessen Ehefrau Maria Anna, geborene Freiin von Geisweiler. 
Franz Ludwig von Maubuisson war römisch-katholisch, Gutsbesitzer im rheinhessischen Maudach und heiratete 1785 Katharina Franziska, geborene Kampen, genannt Kessel von Bergen.
Er war 1789/1790 Oberschultheiß von Oggersheim. In Worms besaß er die Eulenburg. Von 1820 bis 1824 gehörte Franz Ludwig von Maubuisson der Zweiten Kammer der Landstände des Großherzogtums Hessen an. Er wurde für den Wahlbezirk der Stadt Worms gewählt. 